# Niedernwöhren
Niedernwöhren är en kommun och ort i Landkreis Schaumburg i förbundslandet Niedersachsen i Tyskland.
Kommunen ingår i kommunalförbundet Samtgemeinde Niedernwöhren tillsammans med ytterligare fem kommuner.